# Killian Mottet
Killian Mottet (* 15. Januar 1991 in Evionnaz) ist ein Schweizer Eishockeyspieler, der seit Juli 2013 erneut bei Fribourg-Gottéron aus der Schweizer National League unter Vertrag steht und auf Leihbasis für den Ligakonkurrenten HC Ajoie auf der Position des linken Flügelstürmers spielt.

## Karriere
Killian Mottet folgte als Jugendlicher dem Vorbild seines Vaters Jean-Jacques und seines älteren Bruders Mike, die beide Eishockey spielten. Mottet begann bei Fribourg-Gottéron in seiner Heimatstadt und durchlief die Nachwuchsabteilung des Vereins. Während der Saison 2009/10 schaffte er den Sprung ins NLA-Kader und gab sein Debüt in der höchsten Schweizer Spielklasse. Um Spielpraxis zu sammeln, kam Mottet in den folgenden Jahren bei drei verschiedenen Klubs der National League B (NLB) – HC Sierre-Anniviers, Lausanne HC sowie HC Ajoie – zu Einsätzen.
Ab dem Sommer 2014 war Mottet ausschliesslich für seinen Heimatverein in der NLA aktiv. Ende November 2018 verlängerte er seinen Vertrag in Freiburg vorzeitig bis in die Saison 2022/23. Anschliessend erfolgte eine erneute Verlängerung um vier Jahre. Vor der Spielzeit 2025/26 wurde der Stürmer an den Ligakonkurrenten HC Ajoie ausgeliehen. Für den Klub hatte er bereits vor seinem Wechsel nach Fribourg in der NLB gespielt.

### International
Nach Einsätzen in den U18- und U19-Nationalmannschaften wurde Mottet im November 2015 erstmals ins Aufgebot der Herrennationalmannschaft berufen. In der Folge bestritt er die Weltmeisterschaft 2021 sowie Olympischen Winterspiele 2022 in Peking.

## Erfolge und Auszeichnungen
- 2022 NL Media Swiss All-Star Team
- 2024 Spengler-Cup-Gewinn mit Fribourg-Gottéron

## Karrierestatistik
Stand: Ende der Saison 2024/25

### International
Vertrat die Schweiz bei:
- Weltmeisterschaft 2021
- Olympischen Winterspielen 2022

(Legende zur Spielerstatistik: Sp oder GP = absolvierte Spiele; T oder G = erzielte Tore; V oder A = erzielte Assists; Pkt oder Pts = erzielte Scorerpunkte; SM oder PIM = erhaltene Strafminuten; +/− = Plus/Minus-Bilanz; PP = erzielte Überzahltore; SH = erzielte Unterzahltore; GW = erzielte Siegtore; 1 Play-downs/Relegation; Kursiv: Statistik nicht vollständig)